# Шейпак, Геннадий Ильич
Геннадий Ильич Шейпак (17 декабря 1903, Белосток — 12 октября 1961, Астрахань) — военачальник, участник Великой Отечественной войны, генерал-майор ВС СССР и генерал бригады Народного Войска Польского.

## Биография
Родился 17 декабря 1903 года в Белостоке (Гродненская губерния, Российская империя, ныне Польша). Белорус по происхождению, из рабочей семьи. Окончил 2 класса Екатеринославской гимназии к 1918 году, получил общее среднее образование. Член ВКП(б) с 1929 года.
С августа 1921 года военнослужащий РККА, призван Киевским ОВК из Екатеринослава, занимал должность кавалерийского краскома. Окончил курсы краскомов в сентябре 1922 года в Чернигове; в 1928 году — Ташкентское военное училище (экстернат за курс нормальной кавалерийской школы), в 1933 году — Новочеркасское штабное отделение Кавалерийских курсов усовершенствования командного состава. В 1924—1932 годах — участник борьбы против басмачества в Туркестане, командир конного взвода 9-й стрелковой Туркестанской дивизии Среднеазиатского военного округа. Приказом Реввоенсовета СССР от 28/31 августа 1928 года произведён в командиры РККА «за кавалерийскую школу» и назначен командиром взвода 84-го кавалерийского Туркестанского Краснознамённого полка 8-й отдельной кавалерийской Туркестанской бригады.
С октября 1940 по конец июля 1941 года был военным комиссаром Таджикской ССР. 26 июля 1941 года приказом переведён из Сталинабада в Сталинские лагеря (окрестности Чирчика) на должность начальника штаба 39-й отдельной горно-кавалерийской дивизии, с 27 августа по 5 сентября 1941 года участвовал в Иранской операции. С 13 ноября 1941 по 15 июля 1942 года командовал 104-й кавалерийской дивизией, с декабря 1942 года был заместителем по строевой части 6-й гвардейской воздушно-десантной дивизии. С 9 августа 1943 года воевал на фронтах против немцев, легко ранен и дважды контужен.
С 9 января по 15 апреля 1944 года был командиром 111-й стрелковой Александрийской дивизии (2-й Украинский фронт). В июне 1944 года в Войске Польском, назначен командиром 6-й Поморской пехотной дивизии 1-й армии Войска Польского, с 25 июля 1944 года снова в составе действующей армии, участник освобождения Кольберга. Пост командира занимал до 12 марта 1945 года, позже заместитель командира Варшавского военного округа по строевой подготовке. Генерал бригады Войска Польского (25 мая 1945), генерал-майор РККА (11 июля 1945 года). В апреле 1946 года закончил службу в Польше и вернулся в СССР.
С июня 1946 года служил военным комиссаром Таджикской ССР, с сентября 1947 — военным комиссаром Пинской области, с ноября 1952 года — военным комиссаром Полесской области, с февраля 1954 года — военным комиссаром Астраханской области. С июня 1955 года в запасе. 
Скончался 12 октября 1961 года. Похоронен на городском кладбище Астрахани.

## Награды
Польша
- Орден Virtuti Militari V степени — серебряный крест (29 марта 1945)
- Орден «Крест Грюнвальда» III степени (1945)
- Орден Возрождения Польши IV степени — офицерский крест (1945)
- Золотой крест Заслуги (1946)
- Медаль «За Варшаву 1939—1945»
- Медаль «Победы и Свободы»
- Медаль «За Одру, Нису и Балтику»

 СССР
- Орден Ленина (осень 1946 за выслугу в 25 лет)[1]
- Орден Красного Знамени — пять раз[1]
  - 1925 год (РСФСР, приказ Реввоенсовета № 775)
  - 10 декабря 1943 года (СССР, приказ по войскам 2-го Украинского фронта № 089/н)
  - 23 февраля 1944 года (СССР, приказ по войскам 2-го Украинского фронта № 020/н)
  - 8 апреля 1944 года (СССР, приказ по войскам 1-го Белорусского фронта № 525/н)
  - ноябрь 1944 года (СССР, выслуга от 20 лет)
- Орден Кутузова II степени (Указ Президиума Верховного Совета СССР от 29 мая 1945)
- Наградной знак отличия Таджикской ССР (1927)
- Орден Суворова II степени
- Медаль «За взятие Берлина»
- Медаль «За освобождение Варшавы»
- Медаль «За победу над Германией в Великой Отечественной войне 1941-1945 гг.»
- Медаль «XX лет Рабоче-Крестьянской Красной Армии» (1938)
- Медаль «30 лет Советской Армии и Флота»